# Bruce Willis
Walter Bruce Willis (Idar-Oberstein, 19 maart 1955) is een Amerikaans acteur, producent en zanger.

## Biografie
Willis werd geboren in een kelder op het adres Keltenstrasse 41, Idar-Oberstein in West-Duitsland.
Zijn vader was een Amerikaan en zijn moeder een Duitse. Zijn jeugd bracht hij door in New Jersey en nadat hij de middelbare school had afgerond, trok hij naar New York om acteur te worden. In eerste instantie waren dat rollen in toneelstukken.

### Carrière
Hij werd beroemd door zijn rol in de televisieserie Moonlighting (1985-1989), waarin hij samen met Cybill Shepherd speelde. Hij begon ook met een filmcarrière en brak met de eerste Die Hard-film in 1988 definitief door als filmacteur.
Als zanger had Willis in Nederland in 1987 een top 10-hit met het nummer Under the Boardwalk (een cover van The Drifters). Even daarvoor reikte hij niet verder dan de tipparade met Respect Yourself, dat in de Verenigde Staten juist een grote hit was (5 in de Billboard Hot 100). In 1989 verscheen zijn laatste lp, If It Don't Kill You, It Just Makes You Stronger. De plaat bevat blues- en rhythm-and-blues-nummers. Verder was Bruce Willis nog te zien in de muziekvideo Stylo van de band Gorillaz in 2010.
Op 16 oktober 2006 kreeg Willis een ster op de Hollywood Walk of Fame. In maart 2022 stopte hij met acteren, toen afasie bij hem werd vastgesteld.

### Persoonlijk leven
Willis was van 1987 tot 2000 getrouwd met actrice Demi Moore. Een van hun drie dochters is actrice Rumer Glenn Willis (1988). In 2009 hertrouwde Willis met de 23 jaar jongere actrice annex model Emma Heming (1978). Samen hebben ze twee dochters.
In februari 2023 meldde zijn familie dat Willis frontotemporale dementie heeft.

## Filmografie
- Detective Knight: Redemption (2022) - James Knight
- Paradise City (2022) - Ian Swan
- A Day to Die (2022) - Alston
- Vendetta (2022) - Donnie Fetter
- White Elephant (2022) - Arnold
- Wrong Place (2022) - Frank
- Gasoline Alley (2022) - Detective Bill Freeman
- Apex (2021) - Thomas Malone
- Out of Death (2021) - Jack Harris
- Deadlock (2021) - Ron Whitlock
- American Siege (2021) - Ben Watts
- Trauma Center (2019) - Steve Wakes
- Motherless Brooklyn (2019) - Frank Minna
- Cosmic Sin (2021) - General Ford
- Glass (2019) - David Dunn
- Air Strike (2018) - Jack
- Death Wish (2018) - Paul Kersey
- Acts of Violence (2018) - James Avery
- First Kill (2017) - Howell
- Once Upon a Time in Venice (2017) - Steve Ford
- Split (2016) - David Dunn
- Marauders (2016) - Hubert
- Precious Cargo (2016) - Eddie Pilosa
- Extraction (2015) - Leonard
- Rock the Kasbah (2015) - Huurling
- Vice (2015) - Julian Michaels
- The Prince (2014) - Omar
- Sin City: A Dame to Kill For (2014) - Hartigan
- RED 2 (2013) - Gepensioneerd CIA-agent Frank Moses
- G.I. Joe: Retaliation  (2013) - Joe Colton
- A Good Day to Die Hard (2013) - John McClane
- Looper (2012) - Joe (uit de toekomst)
- Lay the Favorite (2012) - Dink Heimowitz
- Fire with Fire (2012) - Mike Cella
- The Expendables 2 (2012) - Mr. Church
- Moonrise Kingdom (2012) - Kapitein Sharp
- The Cold Light of Day (2012) - Martin Shaw
- Catch .44 (2011) - Mel
- Setup (2011) - Biggs
- Gorillaz – Stylo (videoclip, 2010)
- RED (2010) - Gepensioneerd CIA-agent Frank Moses
- The Expendables (2010) - Mr. Church
- Cop Out (2010) - Jimmie Monroe
- Surrogates (2009) - Agent Greer
- What Just Happened (2008) - Bruce Willis
- Assassination of a High School President (2008) - Principal Kirkpatrick
- Planet Terror (2007) - Muldoon
- Die Hard 4.0 (2007) - John McClane
- Perfect Stranger (2007) - Harrison Hill
- The Astronaut Farmer (2007) - Kolonel Doug Masterson
- Hammy's Boomerang Adventure (Video, 2006) - RJ (stem)
- Fast Food Nation (2006) - Harry Rydell
- Over the Hedge (2006) - RJ (stem)
- 16 Blocks (2006) - Jack Mosley
- Lucky Number Slevin (2006) - Mr. Goodkat
- Alpha Dog (2006) - Sonny Truelove
- That '70s Show (televisieserie) - Vic (afl. Misfire, 2005)
- Sin City (2005) - Hartigan
- Hostage (2005) - Jeff Talley
- The Whole Ten Yards (2004) - Jimmy
- Ocean's Twelve (2004) - Bruce Willis
- Charlie's Angels: Full Throttle (2003) - William Rose Bailey (niet op aftiteling)
- Rugrats Go Wild (2003) - Spike (stem)
- Tears of the Sun (2003) - Lieutenant A.K. Waters
- True West (televisiefilm, 2002) - Lee
- Grand Champion (2002) - Mr. Blandford
- Hart's War (2002) - Col. William A. McNamara
- Bandits (2001) - Joseph 'Joe' Blake
- Unbreakable (2000) - David Dunn
- The Kid (2000) - Russell Duritz
- Friends (televisieserie) - Paul Stevens (afl. The One Where Ross Meets Elizabeth's Dad, 2000|The One Where Paul's the Man, 2000|The One with the Ring, 2000)
- The Whole Nine Yards (1999) - Jimmy 'The Tulip' Tudeski
- The Story of Us (1999) - Ben Jordan
- The Sixth Sense (1999) - Dr. Malcolm Crowe
- Breakfast of Champions (1999) - Dwayne Hoover
- Ally McBeal (televisieserie) - Dr. Nickle (afl. Love Unlimited, 1999)
- The Siege (1998) - Major General William Devereaux
- The Fifth Element (Videogame, 1998) - Korben Dallas (stem)
- Armageddon (1998) - Harry S. Stamper
- Mercury Rising (1998) - Art Jefries
- The Jackal (1997) - The Jackal
- The Fifth Element (1997) - Korben Dallas
- Beavis and Butt-head Do America (1996) - Muddy Grimes (stem)
- Last Man Standing (1996) - John Smith
- Bruno the Kid (televisieserie) - Bruno the Kid (stem, 1996-1997)
- Bruno the Kid: The Animated Movie (Video, 1996) - Bruno the Kid (stem)
- 12 Monkeys (1995) - James Cole
- Four Rooms (1995) - Leo (segment 'The Man from Hollywood', niet op aftiteling)
- Die Hard with a Vengeance (1995) - John McClane
- Nobody's Fool (1994) - Carl Roebuck
- Color of Night (1994) - Dr. Bill Capa
- North (1994) - Verteller
- Pulp Fiction (1994) - Butch Coolidge
- Striking Distance (1993) - Det. Tom Hardy
- Loaded Weapon 1 (1993) - John McClane (niet op aftiteling)
- Death Becomes Her (1992) - Dr. Ernest Menville
- The Last Boy Scout (1991) - Joseph Cornelius 'Joe' Hallenbeck
- Billy Bathgate (1991) - Bo Weinberg
- Hudson Hawk (1991) - Eddie 'Hudson Hawk' Hawkins
- Mortal Thoughts (1991) - James Urbanski
- The Bonfire of the Vanities (1990) - Peter Fallow
- Look Who's Talking Too (1990) - Mikey (stem)
- Die Hard 2 (1990) - John McClane
- Look Who's Talking (1989) - Mikey (stem)
- In Country (1989) - Emmett Smith
- Moonlighting (televisieserie) - David Addison Jr. (1985-1989)
- Die Hard (1988) - John McClane
- Sunset (1988) - Tom Mix
- The Return of Bruno (1988) - Bruno Radolini
- Blind Date (1987) - Walter Davis
- The New Twilight Zone (televisieserie) - Peter Jay Novins (afl. Shatterday/A Little Peace and Quiet, segment 'Shatterday', 1985)
- Miami Vice (televisieserie) - Tony Amato (afl. No Exit, 1984)
- The Verdict (1982) - Toeschouwer rechtszaal (niet op aftiteling)
- Ein Guru kommt (televisiefilm, 1980) - Figurant (niet op aftiteling)
- The First Deadly Sin (1980) - Man die eetzaal binnenkomt terwijl Delaney eruit loopt (niet op aftiteling)

## Trivia
- Een personage uit Rockstar Games' Grand Theft Auto IV genaamd 'Brucie' is gebaseerd op Bruce Willis.
- Voor de film The Siege won hij zowel een prijs voor beste mannelijke bijrol als voor de slechtste acteur.
- Een personage uit Call of Duty: Black Ops lijkt op Willis.
- Hij speelt mee in de videoclip Stylo van Gorillaz.
- Hij speelde gratis mee in Friends vanwege een verloren weddenschap met Matthew Perry op de set van The Whole Nine Yards.